# Kepler-94b
Kepler-94b es uno de los cuatro planetas que orbitan a la estrella Kepler-94. Fue descubierta por el método de tránsito astronómico en el año 2014. Este planeta ha sido descubierto por el Telescopio espacial Kepler. Se confirmó utilizando una combinación de imágenes de alta resolución y espectroscopía y espectroscopia Doppler. Este análisis empuja la falsa probabilidad por debajo del 1 por ciento y pone constreñimientos en el tamaño y la masa del planeta.